# كيفن بيدفورد
كيفن بيدفورد (بالإنجليزية: Kevin Bedford)‏ (26 ديسمبر 1968 في المملكة المتحدة - ) هو لاعب كرة قدم بريطاني في مركز الدفاع. لعب مع كولتشستر يونايتد ونادي ويمبلدون ونادي ألدرشوت.

## وصلات خارجية
- كيفن بيدفورد على موقع قاعدة بيانات كرة القدم.إي يو (الإنجليزية)